# 현대바이오사이언스
현대바이오사이언스(HYUNDAI BIOSCIENCE)는 대한민국의 약물전달체(DDS) 기술 전문 회사이다.

## 역사
2000년 5월 25일에 현대전자로부터 분사하여 현대이미지퀘스트(주)로 설립되었다. 2006년 3월 현대아이티(주)로 상호를 변경하였다. 2012년 시작한 바이오 사업에 집중하기 위해 현대전자로부터 이어온 IT사업 대부분을 2018년 6월부로 중단하고 2018년 8월 현재의 상호로 변경하였다. 코로나-19 치료제는 2022년 2월 9일에 임상 1상 결과를 발표하였으며, 2022년 3월 16일로 임상 한국 식약처로부터 임상 2상을 승인 받아, 임상 2상을 완료하였다.

## 실적
2022년 당기 매출액은 연결재무제표 기준 7,852백만원이며, 전체 매출액의 대부분은 바이오 화장품, 양모제 판매이다. 최근 몇 년간은 최대주주인 ㈜씨앤팜과 공동으로 코로나19 치료제 임상시험을 진행하고 있으며 췌장암 치료제 임상시험을 준비하는 등 ‘비타브리드’를 이용한 바이오 화장품 등 사업 외에도 사업영역을 넓혀가고 있다.
2024년 임상시험 수탁기관 에이디엠코리아를 인수하였다.
2025년 유상증자를 실시하여 858억 원을 조달하였다.

## 같이 보기
- 현대ADM바이오

## 참고자료
- 2022년 현대바이오사이언스 사업보고서(전자공시시스템)